# Batalla de Estrasburgo
La batalla de Estrasburgo (también conocida como batalla de Argentoratum) fue un conflicto armado acaecido en el año 357 d. C., que enfrentó a un ejército romano al mando de Flavio Claudio Juliano con el ejército alamán bajo el mando del rey Chonodomario.

## Antecedentes
En la primavera del año 357 d. C., los alamanes renovaron sus incursiones, penetrando en la Galia más de lo acostumbrado. Aunque no cabe hablar de una incursión a gran escala, Constancio II vio en ello la ocasión de destruir a los alamanes de una vez por todas. Envió 25 000 hombres de Italia al mando de Barbacio, uno de los segundos al mando del ejército. Juliano diseñó un plan para atrapar a los alamanes en un movimiento de pinza entre su ejército y el de Barbacio, con el objeto de confinarlos en un espacio muy pequeño y allí aniquilarlos.
Sin embargo, cuando Juliano iba a fortificar Saverne y a enviar auxiliares contra las islas del Rin en posesión de los alamanes, recibió noticias de que estos habían arremetido contra las fuerzas de Barbacio, derrotándolas y obligando a este a retirarse a sus cuarteles de invierno. Ello redujo las fuerzas de Juliano a 13 000 hombres, que habían de enfrentarse a un ejército bárbaro de 35 000. Pese a ello, cuando Chonodomario marchó hacia Estrasburgo, Juliano, viendo una rara oportunidad de entrar en batalla contra todo el ejército alamán, emprendió el camino para enfrentarse a él.
La población de la confederación tribal alamana es estimada, para mediados del siglo IV, en 150 000 personas como mínimo.

## Desarrollo de la batalla

Escudo de los petulantes seniores, una de las unidades del ejército de Juliano.

Ambos bandos se encontraron en la margen occidental del Rin, donde los alamanes seguían reuniendo fuerzas. Los alamanes formaron en cuñas y, al verlo, el ejército romano se detuvo, mientras Severo, al frente de la caballería romana en el ala izquierda, tanteó la derecha alamana. Entonces, Juliano ordenó un avance general de toda la línea, y los alamanes contraatacaron. Las legiones de la izquierda pronto hicieron retroceder a los germanos, pero la caballería romana del ala derecha se desbandó cuando uno de sus máximos oficiales resultó herido. En la huida, habrían rebasado incluso a sus propias líneas si las legiones no se hubieran mantenido firmes, resistiéndose a dejarles pasar, hasta que Juliano les persuadió para que volvieran a la acción.
La batalla se resolvió en una lucha de infantería en todo el frente. Ante el peso de la artillería (jabalinas, venablos y flechas), la formación bárbara comenzó a descomponerse. Los auxiliares germanos de las cohortes Cornuti y Bracchiati lanzaron el grito de guerra germano, el barritus, para que sus oponentes supieran a quién tenían enfrente. Los romanos formaron un muro de escudos, y siguió un combate a empellones que los alamanes intentaron superar con hombros y rodillas, y con frenéticos golpes de espada. Chonodomario en persona encabezó una fuerza de jefes tribales que penetraron en el frente romano, pero fueron derrotados por la legión Primani (fuerza profesional para la reserva).
Aquel fue el último esfuerzo de los alamanes. Incapaces de adentrarse en la muralla de escudos romanos, y ante el gran número de sus bajas, iniciaron la huida. Ebrios de sangre, los romanos rompieron la formación y los persiguieron hasta el Rin, donde Juliano lanzó una carga y ordenó masacrar a los germanos con artillería mientras intentaban atravesar el río a nado. Los alamanes perdieron 6000 hombres, el grueso de los cuales murieron probablemente durante la persecución o ahogados en el Rin. Chonodomario fue capturado y enviado a Roma, donde falleció poco después. Las bajas romanas sumaron 243 hombres, entre ellos dos tribunos.

## Consecuencias
Juliano fue aclamado como augusto por sus tropas en el mismo campo de batalla. Él rechazó el título y ordenó a la unidad de caballería, que casi le había costado la victoria, que desfilara al día siguiente con ropa de mujer.
Nueve años después de la batalla, en 366, el emperador Valentiniano I rechazó una nueva incursión de los alamanes, esta vez en Catalauni (Châlons-en-Champagne) por el general Jovino. Los romanos sufrieron 1200 bajas frente a los 6000 muertos y 4000 prisioneros alamanes.